# Ingbert Naab
Pour les articles homonymes, voir Naab.
Ingbert Naab (né le 5 novembre 1885 à Dahn, mort le 28 mars 1935 à Strasbourg), nom religieux de Karl Borromäus Naab, est un prêtre catholique allemand, opposant à l'idéologie nazie.

## Biographie
Naab, élevé par ses parents dans la foi catholique, va à l'école de sa ville natale du Palatinat rhénan. En 1898, il s'installe à Spire, où il est interne de l'école religieuse et obtient l'abitur. En 1905, il rejoint l'ordre des capucins en Haute-Bavière. La même année, il commence à étudier la théologie à Eichstätt et y est ordonné prêtre en 1910. Il célèbre sa messe de prémices à Dahn.
Dans son diocèse natal de Spire, Naab est présent au monastère des capucins de Saint-Ingbert entre 1914 et 1916. Après cela, il se déplace selon les fonctions qu'il remplit : lector en théologie à Eichstätt, directeur de séminaire à Ratisbonne, père gardien à Passau et Eichstätt, definitor et Generalkustos, fondateur et rédacteur en chef de magazines jeunesse.
En signe de gratitude à Victrice Weiß, qui l'avait personnellement accepté dans l'ordre et pour qui il a prié pour qu'il le guérisse d'une maladie mortelle en 1926, Naab lui consacre une biographie.
Dès 1923, Naab met en garde contre la doctrine raciale et les principes du nazisme, qui sont inconciliables avec le christianisme et l'éthique générale. Il est le collaborateur littéraire le plus important de Fritz Gerlich, qui publie le journal Der gerade Weg. Avec sa lettre ouverte à Adolf Hitler du 20 mars 1932 et son mémorandum à la conférence épiscopale allemande de juin 1934, Naab atteint des millions de citoyens. Il qualifie Mein Kampf de manuel de démagogie.
Naab voyage à travers la Suisse, la Tchécoslovaquie et l'Italie sous le nom de Peregrinus (pèlerin en latin) à partir de juin 1933 avant de donner des conférences théologiques à Koenigshoffen pendant quelques mois jusqu'à sa mort prématurée en Alsace.
Luise Rinser publie des détails jusqu'alors inconnus sur cette phase de la vie dans son livre La Vérité sur Thérèse Neumann :
« Comme on le sait, Naab était depuis longtemps en contact avec Thérèse Neumann, la stigmatisée de Konnersreuth. En fuite, il s'est toujours échappé de la Gestapo avec la manière et au moment que Thérèse Neumann lui conseillait de faire. Il avait changé de cachette en Bavière à plusieurs reprises et une perquisition de maison était toujours effectuée à l'ancien emplacement peu de temps après. Thérèse Neumann lui a également recommandé de fuir en Suisse. Pour cela, frère Ferdinand lui a procuré à la fois de faux papiers et des vêtements civils et Naab s'est rasé la barbe. Lorsque Ferdinand l'a emmené à travers la frontière, Naab a approché une jeune femme et a donné l'impression d'un voyageur du monde. Thérèse Neumann avait prophétisé à Naab en lui disant au revoir qu'il mourrait là où il occupait son premier poste de monastère en tant que capucin. C'était le monastère de Königshofen près de Strasbourg, où il mourut en 1935. »
Le 21 avril 1953, la dépouille de Naab est transférée de Strasbourg à Eichstätt et y est enterrée dans le cimetière du monastère des Capucins.